# Coldwater (Kansas)
Coldwater es una ciudad ubicada en el de condado de Comanche en el estado estadounidense de Kansas. En el año 2010 tenía una población de 828 habitantes y una densidad poblacional de 107,53 personas por km².

## Geografía
Coldwater se encuentra ubicada en las coordenadas 37°16′10″N 99°19′34″O / 37.26944, -99.32611 (37.269553, -99.326061).

## Demografía
Según la Oficina del Censo en 2000 los ingresos medios por hogar en la localidad eran de $27,167 y los ingresos medios por familia eran $36,786. Los hombres tenían unos ingresos medios de $23,438 frente a los $16,625 para las mujeres. La renta per cápita para la localidad era de $16,851. Alrededor del 9.8% de la población estaban por debajo del umbral de pobreza.